# José Feliciano
José Feliciano (* 10. září 1945 Lares Portoriko) je portorikánský zpěvák, skladatel a kytarový virtuóz. Známý se stal v 70. letech 20. století. Je od narození slepý.
Narodil se jako jedno z jedenácti dětí.

## Osobní život
José Feliciano se setkal s Susan Omillianovou, studentkou umění v Detroitu v Michiganu v srpnu 1971. Poté, co se stali přáteli a scházeli se po dobu 11 let, vzali se v roce 1982. Mají tři děti: dceru Melissu a dva syny, Jonathana a Michaela. Susan byla vychovávána v Detroitu a setkala se s Ernie Harwellem během sporů o Felicianovo vydání Národní hymny v roce 1968. Byl to Harwell, který ji později představil Felicianovi.

## Diskografie
Anglická/mezinárodní
| Roky | Název desky                                                                            | Poznámka                                                 |
| ---- | -------------------------------------------------------------------------------------- | -------------------------------------------------------- |
| 1964 | The Voice and Guitar of José Feliciano                                                 |                                                          |
| 1966 | A Bag Full of Soul                                                                     |                                                          |
| 1966 | Fantastic Feliciano                                                                    |                                                          |
| 1968 | Feliciano!                                                                             |                                                          |
| 1968 | Souled                                                                                 |                                                          |
| 1969 | Feliciano/10 To 23                                                                     |                                                          |
| 1969 | Alive Alive O!                                                                         |                                                          |
| 1970 | Fireworks                                                                              |                                                          |
| 1970 | Feliz Navidad                                                                          |                                                          |
| 1971 | Encore!                                                                                |                                                          |
| 1971 | Che sarà                                                                               |                                                          |
| 1971 | That the Spirit Needs                                                                  |                                                          |
| 1971 | Another Record                                                                         |                                                          |
| 1972 | Sings                                                                                  |                                                          |
| 1972 | Memphis Menu                                                                           |                                                          |
| 1973 | Peter Stuyvesant presents José Feliciano in concert with the London Symphony Orchestra |                                                          |
| 1974 | For My Love, Mother Music                                                              |                                                          |
| 1974 | And The Feeling's Good                                                                 |                                                          |
| 1975 | Affirmation                                                                            |                                                          |
| 1975 | Just Wanna Rock and Roll                                                               |                                                          |
| 1976 | Angela                                                                                 |                                                          |
| 1977 | Sweet Soul Music                                                                       |                                                          |
| 1981 | José Feliciano                                                                         |                                                          |
| 1983 | Romance in the Night                                                                   |                                                          |
| 1989 | I'm Never Gonna Change                                                                 |                                                          |
| 1990 | Steppin' Out                                                                           | (Optimism Records)                                       |
| 1994 | Goin' Krazy' (MJM Records)                                                             | (12" Dance Remix Single recorded under the pseudonym JR) |
| 1996 | Present Tense                                                                          |                                                          |
| 1996 | On Second Thought                                                                      |                                                          |
| 2006 | Six-String Lady                                                                        | (instrumentální album)                                   |
| 2007 | The Genius of José Feliciano                                                           |                                                          |
| 2008 | Soundtrax of My Life                                                                   |                                                          |
| 2009 | The Paris Concert (live)                                                               |                                                          |
| 2009 | American Classics                                                                      | (pouze digitální download)                               |
| 2009 | Djangoisms                                                                             | (pouze digitální download)                               |
| 2011 | The Genius of José Feliciano, Vol.2                                                    |                                                          |

Španělská
- 1966 El Sentimiento La Voz y la Guitarra
- 1966 La Copa Rota
- 1967 Sombra
- 1967 ¡El Fantástico!
- 1967 Mas Éxitos de José
- 1968 Felicidades Con Lo Mejor de José Feliciano
- 1968 Sin Luz
- 1971 En Mi Soledad - No Llores
- 1971 José Feliciano Dos Cruces
- 1971 José Feliciano January 71
- 1971 José Feliciano Canta Otra
- 1982 Escenas de Amor
- 1983 Me Enamoré
- 1984 Como Tú Quieres
- 1985 Ya Soy Tuyo
- 1986 Te Amaré
- 1987 Tu Inmenso Amor
- 1990 Niña
- 1992 Latin Street '92
- 1996 Americano
- 1998 Señor Bolero
- 2001 Señor Bolero 2
- 2003 Guitarra Mía Tribute
- 2005 A México, Con Amor
- 2006 José Feliciano y amigos
- 2007 Señor Bachata
- 2008 Con Mexico en el corazon